# ヤセル・アル・ハビブ
ヤセル・アル・ハビブ（アラビア語: ياسر الحبيب, 英: Yasser Al-Habib）はクウェート出身でロンドンに住むイスラーム教シーア派の聖職者（cleric）。
2004年のInternational Religious Freedom Reportによると、ヤセル・アル・ハビブは2003年12月の録音テープにおいて、イスラーム教スンナ派に批判的な言動を行っている。それを聞いたスンナ派に属する過激派は、2004年にスンナ派のモスクの外でシーア派を批判するビラを配るなど、対立姿勢を強めている。

## 背景

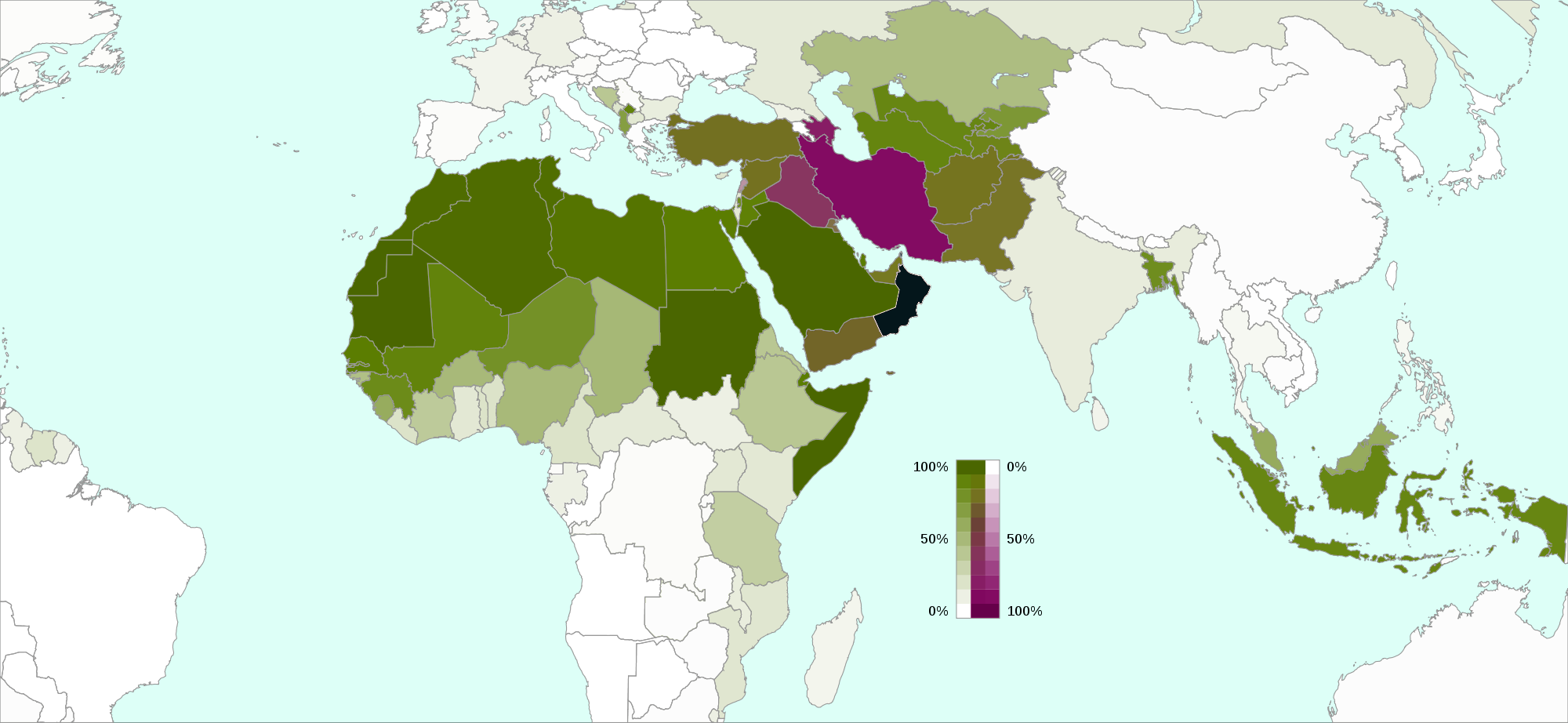
緑：スンニ派, 赤：シーア派

イスラーム教は成立のかなり初期に、指導者の正当性を巡ってシーア派とスンナ派に分裂している。シーア派は、第4代正統カリフ、アリー・イブン・アビー・ターリブの息子を正当とする立場の宗派である。アリーは預言者ムハンマドの娘婿であり、その息子は預言者の孫である。それに対して初代正統カリフのアブー・バクルや、第2代正統カリフのウマル・イブン・ハッターブは預言者の血縁ではないことから、シーア派信者の中には、アブー・バクルやウマルを、後継者位を簒奪した人物であるとして批判する人が存在する。
シーア派はイランを中心に盛んな宗派である。クウェートではスンナ派が主流であるが、人口の30%がシーア派である。

## ヤセル・アル・ハビブの主張

### アブー・バクルとウマルについて
アル・ハビブはアブー・バクルとウマル・イブン・ハッターブに批判的な立場を取っている。アル・ハビブはロンドンに新しく作られた本部の開所式において「我々がアブー・バクルとウマルに対して肯定的な態度を取ることはないだろう」と話し、その理由についての講演も行っている。この講演はアル・ハビブの公式ウェブサイトで公開されている。

### ムハンマド・フセイン・ファドラッラーについて
2010年7月に亡くなったレバノンのシーア派の指導者ムハンマド・フセイン・ファドラッラーについて、彼の教義や方法には間違っている点が多いと批判している。

### エジプト政府について
シーア派の聖職者でコダム・アル＝マフディー（アラビア語: هيئة خدام المهدي）の指導者ハッサン・シェーラがエジプト政府に逮捕された件について、ヤセル・アル・ハビブは批判を行っている。

## 活動
アル・ハビブは2010年6月14日にロンドンに仮本部を構え、そこに拠点を移した。